# Eugène Morand
Pour les articles homonymes, voir Morand.
Eugène Morand, né le 17 mars 1853 à Saint-Pétersbourg et mort le 2 janvier 1930 à Paris 7e, est un peintre, dramaturge et librettiste français.

## Biographie
Fils d’un fondeur de bronzes d’art à la Fonderie Impériale de Saint-Pétersbourg, peintre de l’école de Ruskin, admirateur des préraphaélites. Eugène Morand a exécuté avec Étienne Clémentel, la décoration murale de la salle des mariages de l’hôtel de ville de Riom, lors de sa restauration en 1910.
Peintre discret mais dramaturge en vue, il a été un des principaux auteurs du théâtre parisien de la fin du XIXe siècle. Les pièces, qu’il a écrites seul ou en collaboration, étaient jouées partout avec grand succès. Raymonde, qu’il avait écrite avec André Theuriet, Griselidis, qu’il avait écrit avec Armand Silvestre, ont été joués à la Comédie-Française.
Sarah Bernhardt a représenté la traduction d’Hamlet qu’il lui a donnée, avec Marcel Schwob. On lui doit également le livret de Sanga et de Messaline d’Isidore de Lara, Grisélidis de Jules Massenet et les Drames sacrés Charles Gounod.
Grâce à l’entremise de son beau-frère Abel Combarieu, directeur du cabinet du président de la République, il a exercé plusieurs fonctions liées à l’art : conservateur du Dépôt des marbres en 1902, directeur de l’École des arts décoratifs de 1908 à 1925. C'est dans son atelier qu'il formera des peintres de qualité, tels Raymond Legueult, Jacques Le Chevallier, Maurice Brianchon, Roland Oudot, Joseph Inguimberty, et bien d'autres.
Libre-penseur, dreyfusard, grand admirateur de Zola, chez qui fréquente le Tout Paris artistique et littéraire, il est proche des poètes, dont le cercle des amis de Stéphane Mallarmé, Oscar Wilde, Henri de Régnier, Frank Harris, Francis Vielé-Griffin, José-Maria de Heredia, Georges de Porto-Riche, Armand Silvestre, Jean Giraudoux, à qui il a conseillé de faire du théâtre car quand il parlait, on croyait entendre le neveu de Rameau, les artistes Marcel Schwob, Sarah Bernhardt, Charles Gounod, Jules Massenet, et les sculpteurs, dont Auguste Rodin, René Lalique, Émile Gallé.
Il est le père de Paul Morand. On lui prête cette simple réponse à la sempiternelle question : « Que voulez-vous faire de votre fils ? — Un homme heureux. ». Marie-Louise Charrier, qu'il avait épousée à vingt ans, est morte en 1947.

## Œuvres
- Raymonde : le Don Juan de Vireloup, Paris, Georges Charpentier, 1881, 3e éd., 352 p., in-18 (lire en ligne sur Gallica).
- Le Pianiste, monologue, Paris, Paul Ollendorff, 1881.
- Un homme à la mer !, monologue, Paris, Paul Ollendorff, 1881, in-16, 13 p.
- L’Heure du berger, comédie, Paris, Les Figaro, 1881.
- Le Député, monologue dit par Coquelin cadet de la Comédie-Française, Paris, Paul Ollendorff, 1883.
- L’Héritière, comédie en 1 acte, en prose, Comédie-Française, 2 décembre 1885, Paris, Paul Ollendorff, 1885.
- Les Dossiers jaunes, comédie bouffe en 3 actes, Théâtre de la Renaissance, 1886.
- Le Roman de Paris, Paris, Paul Ollendorff, 1887.
- Raymonde, comédie en 3 actes, avec André Theuriet Comédie-Française, 1887, Paris, G. Charpentier 1887.
- Grisélidis, conte lyrique en 3 actes et 1 prologue, avec Armand Silvestre, Comédie-Française, 1891.
- Les Drames sacrés, poème dramatique en un prologue et 10 tableaux en vers, avec Armand Silvestre, musique de Charles Gounod, théâtre du Vaudeville 1893.
- Izeÿl, drame indien en 4 actes et en vers, avec Armand Silvestre, musique de scène de Gabriel Pierné, théâtre de la Renaissance 1894.
- Messaline, drame lyrique en 4 actes et 5 tableaux, avec Armand Silvestre, musique d’Isidore de Lara, théâtre de la Gaîté 1903, Paul de Choudens, 1899.
- Cœur d’amour, petit poème pour être dansé, Éditions de la Vogue, 1900.
- L’Île heureuse, poème dramatique, Paris, Sarah Bernhardt, 12 juin 1901, P.-V. Stock 1902.
- Sanga, drame lyrique en 4 actes, avec Paul de Choudens, musique d’Isidore de Lara, 1906.
- Les Cathédrales, poème dramatique, musique de Gabriel Pierné, théâtre Sarah-Bernhardt, 6 novembre 1915, Librairie théâtrale, artistique et littéraire, 1915.
- Les Cathédrales, poème dramatique, Paris, théâtre Sarah-Bernhardt, 6 novembre 1915, Librairie théâtrale, artistique et littéraire.